# Flers-sur-Noye

Flers-sur-Noye este o comună în departamentul Somme, Franța. În 1 ianuarie 2022 avea o populație de 522 de locuitori.